# Michael Bresser
Michael Bresser (Lancaster, 24 april 2007) is een Nederlands voetballer die als rechtsback voor Jong PSV speelt.

## Carrière
Bresser werd geboren in het Amerikaanse Lancaster en voetbalde in de jeugd bij PSV. Hij debuteerde op 24 augustus 2024 voor PSV in de Eredivisie tegen Almere City.